# Windenergie in Italien

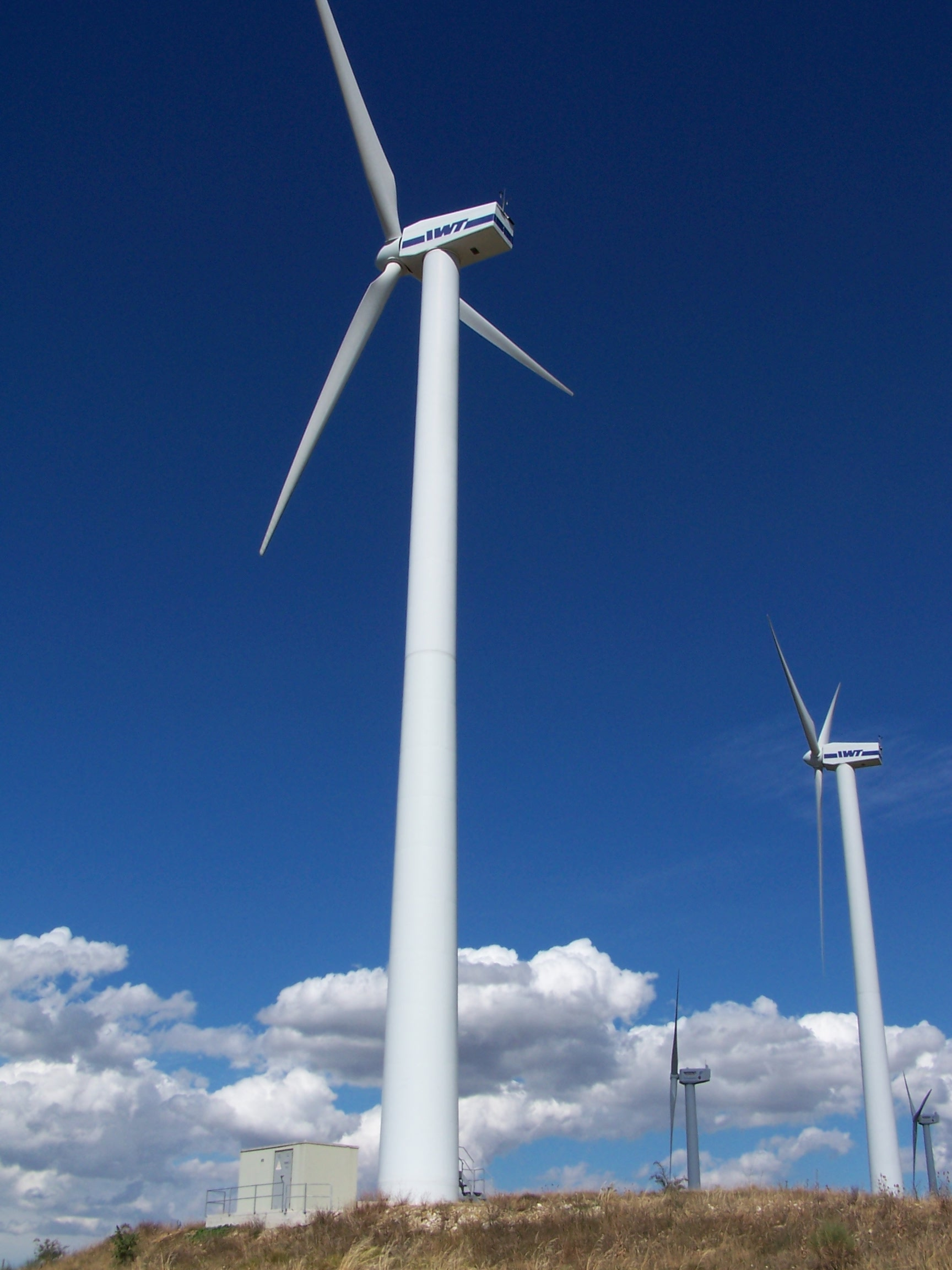
Windkraftanlage in der Nähe von Frigento

Windenergie Erzeugung und installierte Leistung in Italien

Die Windenergie in Italien liefert einen Beitrag zur Stromerzeugung des Landes: In den Jahren 2023 und 2024 wurden etwa 8 % des italienischen Strombedarfs durch Windenergie gedeckt.

## Installierte Leistung und Jahreserzeugung
Laut CIA verfügte Italien im Jahr 2020 über eine (geschätzte) installierte Leistung von insgesamt 121,442 GW (alle Kraftwerkstypen); der Stromverbrauch lag bei 286,375 Mrd. kWh. Die installierte Leistung der Windkraftanlagen (WKA) stieg von 690 MW im Jahr 2001 auf 11.276 MW im Jahr 2021; die Jahreserzeugung stieg von 1,2 TWh im Jahr 2001 auf 21 TWh im Jahr 2021.
| Jahr | Inst. Leistung (MW) | Erzeugung (TWh) |
| ---- | ------------------- | --------------- |
| 2001 | 690                 | 1,2             |
| 2002 | 797                 | 1,4             |
| 2003 | 913                 | 1,5             |
| 2004 | 1225                | 1,8             |
| 2005 | 1717                | 2,3             |

| Jahr | Inst. Leistung (MW) | Erzeugung (TWh) |
| ---- | ------------------- | --------------- |
| 2006 | 2123                | 3               |
| 2007 | 2726                | 4               |
| 2008 | 3736                | 4,9             |
| 2009 | 4850                | 6,5             |
| 2010 | 5797                | 9               |

| Jahr | Inst. Leistung (MW) | Erzeugung (TWh) |
| ---- | ------------------- | --------------- |
| 2011 | 6885                | 9,8             |
| 2012 | 8131                | 13              |
| 2013 | 8558                | 15              |
| 2014 | 8663                | 15              |
| 2015 | 8958                | 15              |

| Jahr | Inst. Leistung (MW) | Erzeugung (TWh) |
| ---- | ------------------- | --------------- |
| 2016 | 9227                | 17,52           |
| 2017 | 9479                | 17,57           |
| 2018 | 9737                | 17,56           |
| 2019 | 10.512              | 20,20           |
| 2020 | 10.852              | 18,61           |

| Jahr | Inst. Leistung (MW) | Erzeugung (TWh) | Anteil (%) |
| ---- | ------------------- | --------------- | ---------- |
| 2021 | 11.276              | 20,69           | 7          |
| 2022 | 11.848              | 20,46           | 7          |
| 2023 | 12.336              | 23,31           | 8          |
| 2024 | 12.945              |                 | 8          |